# Ananteris myriamae
Espèce
Ananteris myriamae est une espèce de scorpions de la famille des Ananteridae.

## Distribution
Cette espèce est endémique du département de Meta en Colombie. Elle se rencontre vers Villavicencio.

## Description
La femelle holotype mesure 21,58 mm et la femelle paratype 24,67 mm.

## Systématique et taxinomie
Cette espèce a été décrite par Botero-Trujillo en 2007.

## Étymologie
Cette espèce est nommée en l'honneur de Myriam Trujillo.

## Publication originale
- Botero-Trujillo, 2007 : « A new species of Ananteris Thorell (Scorpiones: Buthidae) from Colombia. » Zootaxa, no 1595, p. 61-68.